# 자유극장 (일본)
자유극장(自由劇場)은 메이지 42년(1909)에 오사나이(小山內薰)가 '가부키' 배우인 2대 이치카와(市川左團次)와 제휴해서 만든 극단이다. 오사나이는 새로운 연극이 새로운 문학운동과 더불어 출발해야 한다는 생각에서 잡지 <신시쵸(新思潮)>를 발간 준비했고, 하게만(Hagemann), 크레이그(Gordon Craig)의 연출론에 감명을 받았으며 이치카와는 '가부키' 배우의 틀을 깨고 유럽을 여행하여 새로운 연기술을 배우고 귀국했다. 그 결과 생겨난 것이 '자유극장'인데, 극장을 갖지 않는 시연단체(試演團體)로서 회원조직의 무형극장(無形劇場)을 세운다는 당초의 취지는 프랑스의 '테아트르 리이브르', 영국의 '스테이지 소사이어티'등 유럽의 신극운동을 모방한 것이었다. 첫 공연을 입센의 <존 가브리엘 보르크만>으로 시작하여, 다이쇼 8년(1919)에 해산하기까지 9회 공연을 가졌다. 레퍼토리는 '문예협회'것보다 한걸음 앞서 베데킨트, 체호프, 고리키(<밤주막>), 메테를링크, 하우프트만(<외로운 사람들>), 안드레예프(<별나라로>) 등을 포함, 오사나이의 서구 근대극에 대한 새로운 취향을 잘 반영시키고 있다.